# Sebastian Pohl

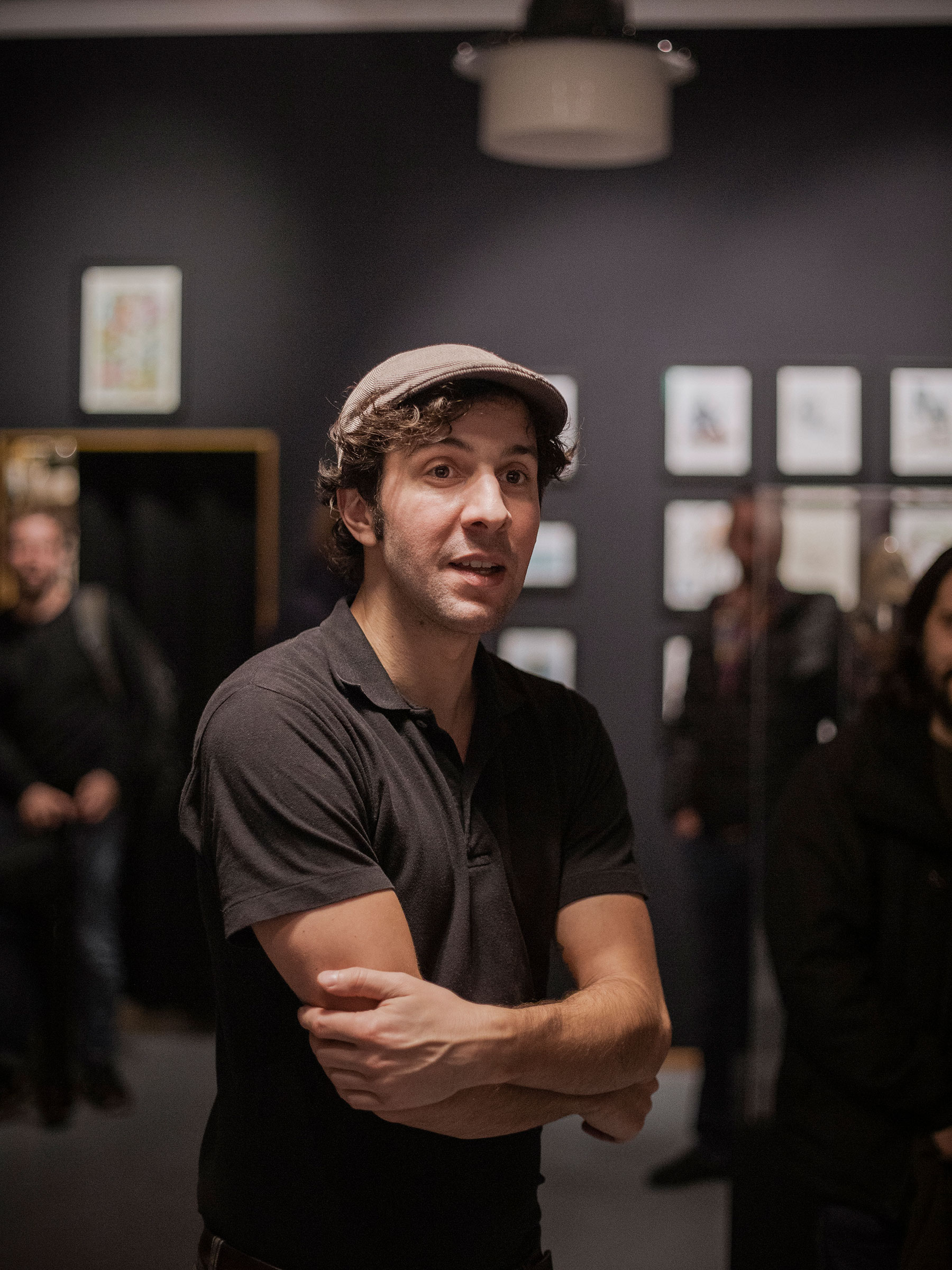
Porträt - Sebastian Pohl

Sebastian Pohl (* 1983 in München) ist ein deutscher Kurator und Street-Art-Experte. Er ist seit Januar 2013 künstlerischer Leiter des Münchener Kunstvereins Positive-Propaganda.

## Leben
Sebastian Pohl wuchs im ehemaligen Münchener Arbeiterviertel Schwanthalerhöhe/Westend auf. Sein Vater stammte aus Tunesien und war Oberkellner, seine aus Polen stammende Mutter war Verkäuferin.
Pohl besuchte gemeinsam mit Philipp Lahm die städtische Rudolf-Diesel-Realschule im Stadtbezirk Neuhausen-Nymphenburg und erlangte dort den Mittleren Schulabschluss. Trotz eines schweren Snowboard-Unfalls mit Koma-Folge im Frühjahr 2000 erlangte er über Umwege die Fachhochschulreife an der Münchener Fachoberschule für Kunst und Gestaltung.
Im Jahr 2005 studierte er Kommunikationsdesign an der Hochschule München, wechselte anschließend auf die städtische Designschule München – Fachrichtung Grafik und Medien und besuchte im Anschluss die Hochschule für Politik München, bevor er sich im Jahr 2010 als Kreativdirektor mit Schwerpunkt wertorientierter Kommunikation selbstständig machte. Seither erhielt Pohl laut eigenen Angaben eine Vielzahl lukrativer Jobangebote u. a. von Konzernen wie Philip Morris oder Mini, die er, wie er in diversen Interviews betont, „aus ethischen Gründen ausnahmslos abgelehnt hat“.

## Tätigkeit
Im Herbst 2012 rief Pohl als Reaktion auf die zunehmende Kommerzialisierung des öffentlichen Raums als Gründungsmitglied den gemeinnützigen Kunstverein Positive-Propaganda e.V. ins Leben, mit der Intention, gemeinsam mit einigen der wichtigsten Künstler der ursprünglichen Street-Art-Bewegung, gesellschaftsrelevante Kunst auf internationalem Niveau im Münchener Stadtbild zu realisieren und zu etablieren.
Seit Januar 2013 ist er künstlerischer Leiter des Kunstvereins. Im Rahmen dieser Tätigkeit vertritt er die These, dass reflektierte gesellschaftskritische Kunst durch ihre Positionierung im öffentlichen Raum nicht nur einer breiten Masse uneingeschränkt zugänglich sein sollte, ferner ist es ihm ein zentrales Anliegen, dass die dort entstehenden Werke in direktem inhaltlichen Zusammenhang mit ihrer Umgebung und ihrer Geschichte stehen. Diese Sichtweise spiegelt in ihrer Radikalität u. a. die zentrale Intention der britischen Street-Art-Ikone Banksy wider, auf welche sich Pohl auch in zahlreichen Interviews mit dem Verweis auf Projekte wie „Santa's Ghetto“ im Jahr 2007 entlang der Israelischen Sperranlagen im Westjordanland bezieht.
Des Weiteren versteht Pohl die zunehmend als zu Deutsch Straßen-Kunst und damit vor allem visuelle Unterhaltung missinterpretierte „ursprüngliche Street Art Bewegung“ als eine der letzten intellektuellen Waffen zur Verteidigung der Demokratie und beruft sich in diesem Zusammenhang auf die in der deutschen Verfassung festgehaltenen Kunstfreiheit und damit auch die Verantwortung der freischaffenden Künstler, diese im Sinn der Kunstfreiheit reflektiert einzusetzen. Diese seit der Veröffentlichung der Street-Art-Mockumentary Exit Through the Gift Shop und der damit einhergegangenen Kommerzialisierung der Idee der ursprünglichen Street-Art-Bewegung seltene Haltung ermöglicht es ihm für die Umsetzung der von ihm kuratierten Ausstellungen und Interventionen immer wieder auf eine Vielzahl von exklusiven Kontakten zurückzugreifen und damit Projekte mit Künstlern und Aktivisten zu realisieren, die sich der ansonsten oft üblichen öffentlichen Zurschaustellung radikal entziehen.
Als künstlerischer Leiter des Kunstvereins Positive-Propaganda gelingt es ihm auf Basis seines konzeptionellen Anspruchs deutschlandweit einmalige, inhaltlich freie und unabhängige Ausstellungen und Werke im öffentlichen Raum zu realisieren.
Zu einigen der prägendsten Werke im öffentlichen Raum Münchens zählen:
- Blu Mural als Denkmal für die zukünftigen Opfer des Neoliberalismus am geschichtsträchtigen Münchener Königsplatz.[12]
- Shepard Faireys öffentliche Kritik an den politischen Verflechtungen der Erdölindustrie in Form eines großflächigen Murals mit dem Titel „Paint it Black“.[17]
- ESCIFs Wandgemälde mit dem Titel „Durch die Blume gesagt“ nahe dem Münchener Hauptbahnhof, welches die Zusammenhänge zwischen der seit 2015 anhaltenden Flüchtlingskrise und der in München angesiedelten Rüstungsindustrie aufweist.[18]
- LIQENs Mural mit dem Titel „The Kiss“ am Gärtnerplatz, welches die Themen Globalisierung, Digitalisierung und die daraus folgende, zwischenmenschliche Vereinsamung aufgreift.[19]

Neben seinem Engagement um die Street-Art-Bewegung setzt sich Pohl auch auf politischer Ebene für die lokale Graffiti-Szene ein und hat in diesem Zusammenhang eine Vielzahl öffentlicher Halls of Fame für autorisiertes Graffiti ermöglicht. So unter anderem die „Schenker Hallen“ an der Hackerbrücke (1999–2001), die Westseite der Hall of Fame an der Tumblingerstraße im Schlachthofviertel (seit 2002), oder Münchens aktuell größte Hall of Fame unterhalb der Donnersbergerbrücke (seit 2010), sowie durch den Münchener Stadtrat das europaweit erste jährliche Kulturbudget zur Förderung von freien Graffiti und Street-Art-Projekten.

## Weitere berufliche Tätigkeiten
Seit 2015 berichtet Sebastian Pohl als freier Journalist aus erster Hand u. a. für das Feuilleton der Berliner Tageszeitung taz über Interventionen und Projekte der globalen Street-Art-Bewegung und wird darüber hinaus als einer der wichtigsten Experten für dieses Genre auch auf internationaler Ebene interviewt und zitiert.
Darüber hinaus hält Pohl regelmäßig Vorträge u. a. im Rahmen der Attac Sommerakademie über die Verantwortung von Kunst im öffentlichen Raum, sowie die Gefahren durch kommerzielle Werbung im öffentlichen Raum und die damit einhergehende visuelle Verschmutzung.

## Kritik
Im Rahmen der Eröffnung des sogenannten AMuseum, unter der Leitung von Sebastian Pohl, welches Exponate des amerikanischen Künstlers Shepard Fairey zeigte, erhielten fünf Personen per Anwaltsschreiben Hausverbot für die Ausstellung. Initiator dieses Hausverbotes sei die Positive Propaganda e.V. unter der Leitung von Sebastian Pohl. Unter den betroffenen Künstlern waren unter anderem Graffitikünstler Lando und Martin Arz sowie die Betreiber der MUCA München. Eine Begründung hierfür enthielt, nach Aussagen der Betroffenen, das Anwaltsschreiben nicht. CSU-Stadtratsmitglied Leo Agerer wurde von Sebastian Pohl geraten, nicht zur Eröffnung des Museums zu erscheinen, da dieser unerwünscht sei. Agerer kritisierte in der Vergangenheit Unstimmigkeiten bei der Vergabe von Fördergeldern in der Münchner Kunst und Kulturszene. Nach Agerer erhalten Positive Propaganda e.V. und das AMuseum unter der Leitung von Sebastian Pohl fast 400.000 €, die gesamte restliche Street-Art-Szene Münchens allerdings 120.000 €.

## Kuratierte Ausstellungen (Auswahl)
- 2014: „50 Years of Hell“ mit den Bildenden Künstlern Mark Jenkins, Nikita Kadan und Carlos Aires
- 2015: „Victory is Peace I“ mit den Künstlern und Aktivisten Eugenio Merino, Jonathan Hobin und Peter Kennard
- 2016: „Victory is Peace II“ mit den Künstlern Shepard Fairey und NoNÅME sowie der Punk-Band Anti-Flag
- 2018: „International Dealmaker“ mit den Street-Art-Künstlern Blu, ESCIF, NoNÅME und Shepard Fairey
- 2018: „Homo Digitalis“ Einzelausstellung des spanischen Künstlers LIQEN
- 2019: „Salebration“ Kunsthalle der Hypo-Kulturstiftung München
- 2020: „Free Radicals“ im temporary Art(Space) im Münchener Rathaus mit den Street-Art-Künstlern Banksy, Blu, Escif, LIQEN, Mark Jenkins, NoNÅME, Shepard Fairey und Skullphone
- 2020: „Best Before End“ eine Einzelausstellung des russischen Künstlers Michael Jampolski im temporary Art(Space).

## Feuilleton (Auswahl)
- Neues Banksy Graffiti in Gaza / https://taz.de/Neue-Banksy-Graffiti-in-Gaza/!5018655/
- Blu übermalt erneut Gemälde / https://taz.de/Protest-gegen-Kunstraub/!5283285/
- Manifest der Dummheit / https://taz.de/!5412818/
- Geben und Nehmen - Adbusting in Köln / https://taz.de/Adbusting-in-Koeln/!5397124/
- Protest in Zeiten von Social Media / https://taz.de/Protest-in-Zeiten-von-Social-Media/!5493444/

## Interviews (Auswahl)
- http://www.streetartblog.org/der-standard_interview_sebastian-pohl/
- https://blogboheme.de/begegnungen-mit-sebastian-pohl/
- https://www.deutschlandfunk.de/muenchen-street-art-positive-propaganda
- https://www.abendzeitung-muenchen.de/inhalt.az-interview-ueber-neues-museum-diese-leute-haben-nichts-mit-street-art-zu-tun.
- https://derstandard.de/privacywall/story/2000089233789/neoliberaler-strassenstrich-ein-street-art-experte-ueber-banksys-schredderaktion
- https://www.deutschlandfunk.de/ausstellung-victory-is-peace-der-humor-beginnt-mit-dem-drama